# Via Giuseppe Bonito
Via Giuseppe Bonito è una strada del Vomero, che congiunge in modo breve Piazza Vanvitelli, centro vero e proprio (tracciato alla fine del XIX secolo dalla piemontese Banca  Tiberina) della parte alta del quartiere napoletano, con San Martino, l'estremità della collina.
L'importanza di questa strada è, a livello storico, notevole: in epoca umanistico-rinascimentale, in un antico casale sulla collina si praticava il gioco del vomere, ovvero una sfida tra i contadini su chi riuscisse a tracciare lungo un appezzamento di terra il solco più dritto, con l'ausilio del vomere dell'aratro. Tale sfida venne in un'occasione presa talmente sul serio che quando il vincitore finì di tracciare il suo solco, agli improvvisati giudici, gli abitanti del casale, quella lunga linea continua a ridosso di una parte della collina fece venire in mente l'idea di costruire una strada su quella traiettoria, al fine di raggiungere il casale con meno fatica.
Così, il progetto di un viale alberato che giungesse da una delle parti meno ripide della collina fino alla cima divenne presto oggetto di attenzione per tutti i cittadini; considerando comunque che il potere decisionale riguardo alla città di Napoli, in quel tempo, non era affidato ad enti locali, bensì alla Spagna, l'idea fu presto dimenticata.
Tre secoli dopo, nel 1853, un nobile della famiglia dei Borbone (in quel tempo regnanti a Napoli) fece progettare una villa sulla collina del "vomero", per volere della consorte. Avendo deciso di collocare la villa in posizione di poco distante dai ruderi del vecchio casale, si presentò finalmente un'opportunità concreta per la costruzione della tanto agognata strada, che per volere del Borbone andò a congiungere la zona meno ripida della collina al Castel Sant'Elmo; per passare dinanzi alla sua villa, la strada presentava una curva molto marcata.
Nel corso degli anni, con l'aumento vertiginoso della costruzione di ville in uno stile tipicamente napoletano, il liberty, e più tardi con la speculazione edilizia negli anni sessanta, la strada venne adattata alle nuove esigenze architettoniche, fino a presentare l'odierna conformazione curvilinea.